# Reinhard Divis
Reinhard Divis (* 4. Juli 1975 in Wien) ist ein ehemaliger österreichischer Eishockeytorwart und heutiger Trainer. Er war der erste österreichische Eishockeyspieler, der ein Spiel in der National Hockey League bestritt. Zuletzt stand er bei den Vienna Capitals unter Vertrag.

## Karriere
Sein erster Verein war WAT Stadlau in Wien. Seine Profi-Karriere begann bei der VEU Feldkirch, mit der er 5 Mal en suite (1994–1998) die Österreichische Meisterschaft gewinnen konnte. 1998 gewann er mit der VEU Feldkirch auch das Finale der European Hockey League. Nachdem die VEU Feldkirch finanziell in Schwierigkeiten geraten war, verließ Divis den Verein und wechselte für zwei Saisons zu Leksands IF nach Schweden.
Beim NHL Entry Draft 2000 wurde Divis von den St. Louis Blues als 261. gezogen, 2001 folgte der Wechsel nach Amerika. In seiner ersten Saison 2001/02 musste Divis sich in dem Farmteam Worcester IceCats in der AHL beweisen, saß aber zwischendurch aufgrund einer Erkrankung des Stammtorhüters bei den St. Louis Blues auf der Ersatzbank. Er wurde in dieser Saison im Spiel am 7. April 2002 gegen Colorado Avalanche für 25 Minuten eingewechselt, in denen er kein Gegentor bekam.
2002/03 bestritt Divis 2 Spiele bei nur einem Gegentreffer, beide Spiele endeten mit einem Sieg seines Teams. In der Saison 2003/04 kam Divis schon auf 13 Einsätze (mit insgesamt 29 Gegentoren) unter der Saison und auf einen Einsatz im Playoff.
In der Saison 2004/05 spielte Divis wegen des NHL-Lockouts beim EC VSV in Kärnten, kam aber nur auf 29 Spiele, da er sich eine Schulterverletzung zuzog, die auch seinen Einsatz bei der Weltmeisterschaft 2005 in Österreich unmöglich machte. Der EC VSV belegte in dieser Saison den vierten Tabellenplatz, in der Torhüterstatistik landete er mit 91,96 % gehaltenen Schüssen in 29 Spielen auf dem dritten Rang. In der Saison 2005/06 spielte er wieder als Ersatztormann für die St. Louis Blues, wurde aber zwischendurch an das Farmteam Peoria Rivermen in der American Hockey League abgegeben. Insgesamt stand Divis bei 29 NHL-Spielen am Eis.
Nicht zuletzt aus familiären Gründen entschied sich Divis nach dieser Saison für eine Rückkehr nach Österreich und unterschrieb einen Zweijahresvertrag bei den Red Bulls Salzburg, mit denen er 2007 erneut den österreichischen Meistertitel errang, wozu er mit der besten Fangquote und dem geringsten Gegentorschnitt der Liga maßgeblich beitrug. Für die Saison 2008/09 unterschrieb er beim schwedischen Verein Färjestad BK, mit dem er den Meistertitel gewann, danach aber mangels Vertragsverlängerung vereinslos war. Ende Oktober 2009 unterschrieb Divis einen neuen Vertrag bei Red Bull Salzburg und ersetzt dort den Torhüter Bobby Goepfert. Da der Vertrag nach der Saison 2010/11 auslief, wechselte er innerhalb der EBEL zu den Vienna Capitals.
Reinhard Divis ist verheiratet und hat zwei Kinder, Dominic und Nicole. Zum 100-Jahr-Jubiläum des ÖEHV wurde Divis zum österreichischen Jahrhundert-Torhüter gewählt.

### International
Im Juniorenbereich spielte Divis für Österreich bei den U18-B-Europameisterschaften 1992 und 1993 sowie den U20-B-Weltmeisterschaften 1994 und 1995.
Divis debütierte am 9. April 1994 bei der 2:7-Niederlage im Freundschaftsspiel gegen Deutschland in Feldkirch in der österreichischen Nationalmannschaft. Er stand bei den A-Weltmeisterschaften 1996, 1998, 1999 und 2000, als er nach dem Kanadier José Théodore die zweitbeste Fangquote des Turniers erreichte, sowie bei der B-Weltmeisterschaft 1997, als er jedoch nicht zum Einsatz kam, im österreichischen Kader. Nach der Umstellung auf das heutige Divisionensystem spielte er mit den Alpenländlern bei den Weltmeisterschaften der Top-Division 2001, 2004 und 2007. 2006, als er den geringsten Gegentorschnitt des Turniers erreichte, und 2010, als er jeweils hinter dem Japanar Masahito Haruna die zweitbeste Fangquote und den zweitgeringsten Gegentorschnitt des Turniers aufwies, hütete er jeweils in der Division I das Tor und schaffte jeweils den Aufstieg in die Top-Division.
Außerdem stand Divis auch bei den Olympischen Spielen in Nagano 1998 und in Salt Lake City 2002 für das österreichische Nationalteam im Kasten. Bei der Qualifikation für die Spiele in Nagano gehörte er ebenfalls zum Aufgebot der Österreicher, wurde jedoch nicht eingesetzt.

### Trainerlaufbahn
Nach dem Ende seiner aktiven Spielerkarriere schlug Divis die Trainerlaufbahn ein. Zunächst betreute er überwiegend den österreichischen Nachwuchs, dessen Torwarttrainer er bei der U18-Weltmeisterschaft 2014 und den U20-Weltmeisterschaften 2014, 2015 und 2016 jeweils in der Division I war. Beim Europäischen Olympischen Jugendfestival 2015 coachte er die Torhüter der österreichischen U17-Auswahl. Seit 2015 ist er Torwarttrainer des Klagenfurter AC in der Österreichischen Eishockey-Liga, betreute daneben aber auch die österreichischen Torhüter bei den Weltmeisterschaften der Herren 2015 in der Top-Division und 2016 in der Division I.

## Erfolge und Auszeichnungen
| - 1994 Österreichischer Meister mit der VEU Feldkirch - 1995 Österreichischer Meister mit der VEU Feldkirch - 1996 Österreichischer Meister mit der VEU Feldkirch - 1997 Österreichischer Meister mit der VEU Feldkirch - 1998 Österreichischer Meister mit der VEU Feldkirch - 1998 European-Hockey-League-Gewinn mit der VEU Feldkirch - 2007 Österreichischer Meister mit dem EC Red Bull Salzburg | - 2007 Beste Fangquote und geringster Gegentorschnitt der Österreichischen Eishockey-Liga - 2008 Österreichischer Meister mit dem EC Red Bull Salzburg - 2009 Schwedischer Meister mit Färjestad BK - 2010 IIHF-Continental-Cup-Gewinn mit dem EC Red Bull Salzburg - 2010 Österreichischer Meister mit dem EC Red Bull Salzburg - 2011 Österreichischer Meister mit dem EC Red Bull Salzburg - 2012 Auszeichnung als „Jahrhundert-Torhüter“ Österreichs |

### International
- 2006 Aufstieg in die Top Division bei der Weltmeisterschaft der Division I, Gruppe B
- 2006 Geringster Gegentorschnitt bei der Weltmeisterschaft der Division I, Gruppe B
- 2010 Aufstieg in die Top Division bei der Weltmeisterschaft der Division I

## Karrierestatistik
(Legende zur Torhüterstatistik: GP oder Sp = Spiele insgesamt; W oder S = Siege; L oder N = Niederlagen; T oder U oder OT = Unentschieden oder Overtime- bzw. Shootout-Niederlage; Min. = Minuten; SOG oder SaT = Schüsse aufs Tor; GA oder GT = Gegentore; SO = Shutouts; GAA oder GTS = Gegentorschnitt; Sv% oder SVS% = Fangquote; EN = Empty Net Goal; 1 Play-downs/Relegation; Kursiv: Statistik nicht vollständig)